# Claude Robert
Claude Robert, né Claude Charles Robert Caillard le 25 avril 1916 à Paris, et mort le 2 janvier 2012 à Plomodiern, est un animateur de radio et télévision,,,.

## Biographie
Après avoir officié sur Radio Luxembourg durant près de 7 ans (de 1948 à 1955), Claude Robert (pseudonyme) anime jusqu'en 1980, date de sa retraite, plusieurs émissions sur Télé Luxembourg, souvent en compagnie de Zappy Max. Son émission la plus connue est L'École Buissonnière, mais son goût pour les grands voyages l'a poussé à créer deux émissions Les sentiers du monde et Aventures des hommes.
Il prend sa retraite en 1980. Passionné par la mer, il part habiter en Bretagne. La maison qu'il avait conçue et bâtie à Rodgen a été suivie d'une maison sur la colline, face à la rade de Douarnenez. Cette implantation permettait à son épouse de le regarder naviguer avec une lunette pendant qu'elle profitait, à terre, des joies du jardinage[réf. souhaitée].
Il avait déjà construit un bateau en bois, le Vivacious, qu'il avait revendu afin d'en construire un nouveau en acier, un ketch à vieux gréément, soudé patiemment tôle après tôle dans un atelier de Esch-sur-Alzette, durant ses dernières années de présence à Télé Luxembourg. Une fois à la retraite, il descend le bateau par le Rhin jusqu'à Rotterdam, finit de l'équiper puis navigue jusqu'à Brest, son port d'attache.
Il prend la mer en 1984 et accomplit son rêve : un tour de l'Atlantique, partant de Brest, passant par Madère, Dakar, le Brésil, et le Canada avant de rentrer à Brest.
Son bateau, le Maranatha, a été ensuite racheté par un groupe de jeunes de Bretagne qui ont eux aussi accompli leurs rêves de navigation. Il y avait fait lui-même tout ce qui était possible : cuisine, couchettes, rangements, installation du moteur, etc.
Après avoir revendu le bateau, il avait encore beaucoup d'énergie et a retapé un ancien moulin dans le Parc d'Armorique[réf. nécessaire] : toiture et charpente à reprendre, murs à remonter, reconstruire le bief et l'alimentation de la mécanique, reconstruction de la roue (env. 4,5 m de diamètre) en bois, aménagement intérieur, etc.
Claude Robert était comédien, animateur, producteur, mais aussi durant ses loisirs menuisier, mécanicien, maçon, navigateur, meneur de troupes... et père de 8 enfants !